# Akköy, Altınekin
Akköy là một xã thuộc huyện Altınekin, tỉnh Konya, Thổ Nhĩ Kỳ. Dân số thời điểm năm 2011 là 188 người.